# محمدمهدی ارباب اصفهانی
محمدمهدی ارباب اصفهانی از معتبرترین بازرگانان اصفهان در سدهٔ ۱۸ و اوایل ۱۹ میلادی بود. وی در زمینه‌های تاریخ، جغرافیا و هیئت، تبحر داشت. او نخستین ایرانی‌ای است که به تصحیح انتقادی شاهنامه پرداخت. محمدمهدی ارباب، پدر محمدحسین فروغی و پدربزرگ محمدعلی فروغی است.

## پیشینه، زندگی و فعالیت‌ها
همهٔ پیشینیان و نیاکان محمدمهدی ارباب اصفهانی، به پیشهٔ بازرگانی اشتغال داشته‌اند و همگی به ارباب معروف بوده‌اند. نیای بزرگ او، میرزا ابوتراب در سال ۱۱۴۸ (قمری) به عنوان نمایندهٔ اصفهان در شورای کبیر مغان که به دعوت نادرشاه افشار برای تصدیق به سلطنت نشستنش بر پا شده بود، شرکت داشت. محمدمهدی ارباب که برای بازرگانی زیاد به هندوستان سفر می‌کرد، چندین سال هم در هندوستان (به ویژه بمبئی) زندگی کرد که در آن مدت با انگلیسی‌ها و هندی‌هایی که با دانش‌ها و معارف نوین آشنا بودند، آمیزش داشت. او تا اندازهٔ زیادی از دانش و آگاهی اروپایی و سیاست جهان، باخبر شد و به ریشه و علت برتری اوضاع غربی‌ها بر روزگار مشرق زمین پی برد. او یکی از نخستین کسانی است که این مسایل را در آثار و نوشته‌های فراوانش برای ایرانیان مطرح کرد. همان‌گونه که پیشتر گفته شد، او از فضلا و ادیبان بنام بود و کتاب‌ها و رساله‌های بسیاری را تألیف یا تصحیح کرد. برای نمونه می‌توان به این چند مورد اشاره نمود:
- تألیف کتاب «نصف جهان» (کتابی دربارهٔ تاریخ و جغرافیای اصفهان)
- به چاپ رسانیدن کتاب تاریخ وصاف در بمبئی
- تصحیح انتقادی شاهنامه (برای نخستین بار توسط یک ایرانی) و چاپ آن در بمبئی
- و…
مجتبی مینوی، دربارهٔ آشنایی خود با این تصحیح شاهنامه چنین می‌نویسد:
یک‌وقت معلم ما میرزا عبدالعظیم قریب به من تکلیف کرد که در شرح حال فردوسی و راجع به شاهنامهٔ او گفتاری تهیه کنم و در سر کلاس درس بخوانم. اما شاهنامه نداشتم. آقا جوادخان [پسر محمدعلی فروغی] نسخه‌ای از شاهنامه چاپ بمبئی به من امانت داد… تا گفتار خود را تهیه کردم… در ضمن ملتفت شدم که متن این شاهنامه تصحیح کردهٔ مرحوم آقامهدی ارباب اصفهانی است که پدر محمدحسین ذکاءالملک فروغی بوده است. بعدها دانستم این آقا مهدی ارباب از فضلا و ادبای بنام بوده است و تاریخ وصاف چاپ بمبئی هم به اهتمام همان آقا مهدی ارباب به طبع رسیده بود.
جلال همایی نیز پیرامون زندگانی خاندان فروغی مطالبی نوشته و تأکید کرده است که خانواده مهدی ارباب در ضمن تجارت، اهل علم و فضل نیز بوده‌اند. او مهدی ارباب را مردی متدین معرفی می‌کند که به «عقاید خرافی و شهرت‌های عامیانه نمی‌گروید و امری را بدون تحقیق باور نمی‌داشت».
با همه این‌ها، محمدمهدی ارباب به عنوان نخستین کسی شناخته می‌شود که تریاک را در اصفهان رواج داد.

## گمان یهودی بودن
در اسناد محرمانه وزارت امور خارجه بریتانیا، محمدعلی فروغی چنین معرفی شده است: «ذکاءالملک فرزند میرزا محمدحسین متولد شهر اصفهان و از یک خانوادهٔ یهودی». مهدی بامداد، ملک الشعرای بهار، احمد کسروی و حبیب یغمایی نیز محمدعلی فروغی را یهودی‌زاده (و در نتیجه نیاکانش را یهودی) معرفی کرده‌اند. این مسئله به عنوان دستاویزی مهم برای خرده‌گیری، انتقاد و حمله برخی از افراد به محمدعلی فروغی و خانواده او قرار گرفته است. برای نمونه پس از اشغال ایران در جنگ جهانی دوم به وسیلهٔ متفقین و نقش محمدعلی فروغی در گفتگو و رسیدن به تفاهم با نیروهای اشغالگر (که این کار به زیان منافع آلمان نازی بود)، رادیوی آلمان به ویژه در بخش فارسی خود، او را یهودی‌زاده خطاب می‌کرد و بر این امر تأکید می‌ورزید.